# O-aminofenolo ossidasi
La o-aminofenolo ossidasi è un enzima appartenente alla classe delle ossidoreduttasi, che catalizza la seguente reazione:
(1a) 2 2-aminofenolo + O2 ⇄ 2 6-iminocicloesa-2,4-dienone + 2 H2O;;(1b) 2 6-iminocicloesa-2,4-dienone + ossidante ⇄ 2-aminofenossazina-3-one + ossidante ridotto (spontaneo)
L'enzima è una flavoproteina. Mentre l'enzima della pianta Tecoma stans è attivato dal Mn2+ [1], quello del batterio Streptomyces griseus (GriF) richiede Cu2+ per la sua massima attività. Due molecole del prodotto 6-iminocicloesa-2,4-dienone (es. 1,2-benzochinone monoimmina) condensano spontaneamente con ossidazione per produrre 2-aminofenossazina-3-one [4]. La 3-amino-4-idrossibenzaldeide, che ha un gruppo -CHO in posizione para rispetto al gruppo idrossido del 2-aminofenolo, risulta il miglior substrato del GriF [4].